# Veepee
Pour le concept de vente privée, voir Vente privée.
Veepee (anciennement vente-privee.com jusqu'en janvier 2019) est une entreprise française de commerce électronique. Créée en 2001, elle propose des ventes événementielles (3 à 5 jours) en ligne.

## Histoire

Logo jusqu'en 2014

Logo de 2014 à 2019

La société vente-privee.com, créée en 2001 par Jacques-Antoine Granjon, actuel PDG, Mickaël Benabou et Julien Sorbac, trouve ses origines dans le monde du déstockage, métier qu’ils exercent depuis 1985. En effet, cette année-là, tout juste diplômé de l’EBS (European Business School Paris), Jacques-Antoine Granjon crée sa première entreprise avec Julien Sorbac. Il s’installe à Paris et se lance dans le déstockage de vêtements avec ses associés.
Début 2000, Jacques-Antoine Granjon et ses associés imaginent un concept de service d’écoulement de fins de séries sur Internet, limité dans le temps. Le principe étant d'apporter une réponse au besoin récurrent des marques en écoulant leurs stocks d’une façon rapide. Le site vente-privee.com est lancé l'année suivante. Les trois premières années sont une phase de développement et d’investissement. Le déclic a lieu en 2004 avec le succès de la vente privée d’une célèbre marque de lingerie.
Le 10 juin 2005, la Société Financière Saint James, est créée par Mickaël Benabou et est chargée principalement de développer vente-privee.com aux États-Unis. Secondairement, elle investit à Paris, à notamment racheté 20% des parts du centre commercial Beaugrenelle, et investit principalement dans le Venture Capital et l'immobilier. Mickaël Benabou est l'un des Business Angel français les plus influents en 2021.
En juillet 2007, le fonds américain Summit Partners acquiert 20 % du capital de la société vente-privee.com. La société vente-privee.com est présente dans plusieurs pays européens et depuis 2011 aux Pays-Bas. En novembre 2011, le site est lancé aux États-Unis, en coentreprise avec American Express.
En février 2009, le site a eu l'exclusivité de la sortie de l'album Kabaret de la chanteuse Patricia Kaas, à un prix de 6 euros : il s'agit là d'une première en matière de distribution de musique. Dans les années qui suivent, le site internet commercialise d'autres offres exclusives dans le domaine de la musique, du spectacle ou du sport. Par exemple en 2012, Iggy Pop vend sur vente-privee.com en avant-première Après, son album de reprises.
À partir de fin 2012, des marques de prêt-à-porter telles que Spring Court ou Antik Batik créent des collections capsules exclusivement conçues pour le site de ventes. L'année suivante, vente-privee.com se lance dans le secteur alimentaire avec une sélection de produits français de terroirs, du producteur au consommateur. Les ventes ont lieu sur le site.
Ticket-Minute est une plateforme et application qui permet aux membres d'acheter des billets pour des événements de toutes sortes.
En janvier 2013, l'entreprise annonce le rachat majoritaire de la société d'exploitation du Théâtre de Paris.
Le 3 janvier 2014, le Qatar, avec le fonds souverain Qatar Investment Authority, fait son entrée au capital de vente-privee.com.
En avril 2014, vente-privee.com achète le théâtre de la Michodière, situé dans le 2e arrondissement de Paris, pour diversifier ses activités. Après le rachat du théâtre de Paris en 2013, le groupe complète ainsi son offre dans le domaine du divertissement et de la culture. 
En 2015, vente-privee.com rachète le site belge Vente-exclusive.
En mars 2016, vente-privee.com annonce le rachat du site espagnol Privalia pour un montant estimé entre 470 et 500 M €. En même temps, vente-privee.com prend une participation à hauteur de 51 % dans le site suisse Eboutic.ch, basé à Lausanne.
En mars 2017, vente-privee.com annonce qu'il devient actionnaire majoritaire du Petit Ballon, revendu en 2021 à la COGIP. Leader de la vente de vin par abonnement, Le Petit Ballon, c'est plus de 60 000 abonnés en 2017 et 8 millions d'euros de chiffre d'affaires.
En janvier 2019, vente-privee.com change de nom et rassemble toutes ses marques internationales sous le nom « Veepee »,.

## Infrastructures
La société Veepee emploie 5000 personnes dans le groupe et dispose de plusieurs bâtiments situés à La Plaine Saint-Denis, dans la banlieue nord de Paris : le siège est installé en 2001 dans les locaux des anciennes imprimeries du quotidien Le Monde.

## Controverses
Le 28 novembre 2013, le Tribunal de grande instance de Paris a rendu un jugement prononçant la nullité partielle de la marque verbale « vente-privee.com » car elle est dépourvue de caractère distinctif. Ce jugement fait suite à une plainte déposée par Showroomprive.com à l'encontre de son concurrent. À la suite de son appel, dont le jugement a été rendu le 31 mars 2015, la décision de première instance a été infirmée et « vente-privee.com » est bien considérée comme une marque.
Le 11 janvier 2019 est rendu public le fait que vente-privee.com fait l'objet d'une mise en cause après enquête de la part de la direction générale de la concurrence, de la consommation et de la répression des fraudes (DGCCRF). Il est reproché au site de falsifier les prix de départ pour faire croire au consommateur qu'il réalise une belle affaire avec des taux de promotion très attractifs. L'enquête a été transmise à la justice et a été réalisée entre 2016 et 2018. Selon la DGCCRF, proposer des prix fictifs biaise le marché et s'apparente à de la concurrence déloyale. La société, quant à elle, « conteste toute mise en place de stratégie frauduleuse ».

## Activités et offres commerciales

### Voyage et loisirs
Veepee développe également une activité dans le secteur du voyage, sous l’appellation « Veepee Voyage ». Ce département opère selon un modèle B2B2C fondé sur des ventes événementielles à durée limitée, en partenariat avec des opérateurs touristiques rémunérés à la commission. Environ 200 opérations sont organisées chaque mois dans les domaines du tourisme et des loisirs.
Après une reprise post-Covid, le chiffre d’affaires 2023 était estimé proche du niveau de 2019, soit environ 350 millions d’euros. En 2024, la société indique avoir déjà réalisé près de 30 % de ses objectifs annuels dès le premier trimestre.